# Philodromus omercooperi
Philodromus omercooperi este o specie de păianjeni din genul Philodromus, familia Philodromidae, descrisă de Denis, 1947.
Este endemică în Egipt. Conform Catalogue of Life specia Philodromus omercooperi nu are subspecii cunoscute.